# Davidsfonds

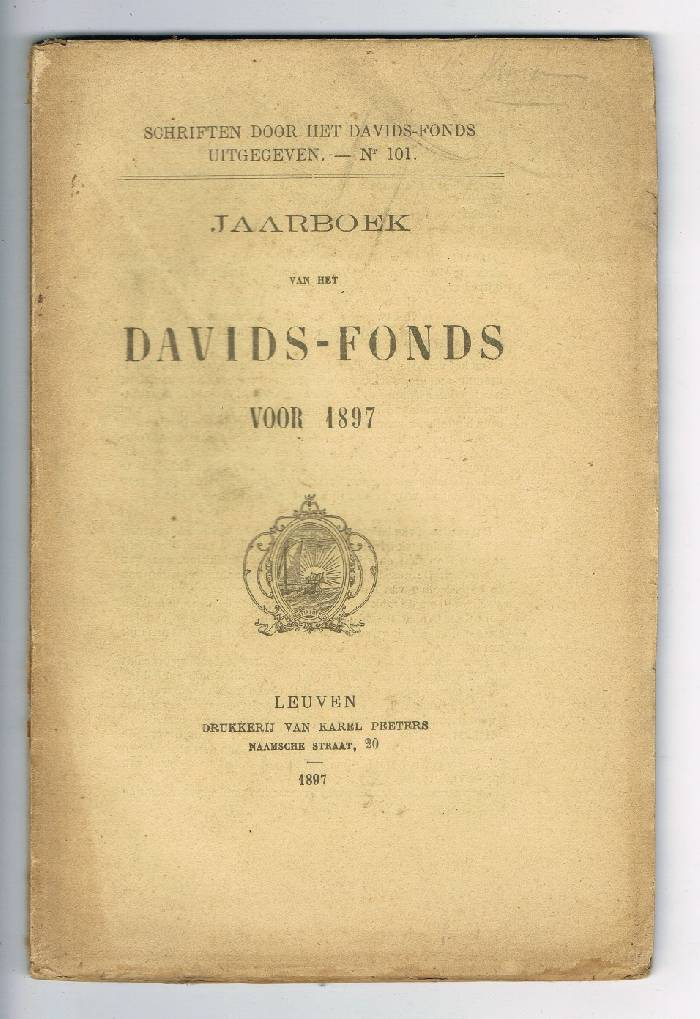
Album Jaarboek van het Davids-Fonds de 1897, publié à Louvain

Le Davidsfonds est un réseau culturel flamand indépendant, disposant d'une maison d'édition et d'un centre de distribution, principalement actif dans la Région flamande et à Bruxelles (et, pour ce qui concerne la maison d'édition, également aux Pays-Bas) et employant une soixantaine de collaborateurs à son siège à Louvain. 
L'association culturelle sans but lucratif Davidsfonds se définit comme flamande, chrétienne et culturelle.  L'objectif étant de promouvoir la culture et l'expérience culturelle active, l'accent est mis sur l'histoire, l'art, la langue et la lecture.  L'association atteint environ 50 000 familles membres et une multitude d'autres intéressés, tandis que ses activités sont soutenues par environ 5 000 membres bénévoles dans plus de 500 sections locales en Flandre et à Bruxelles.

## Présentation
Chaque année, le Davidsfonds organise plus de 10 000 événements, dont les plus connus sont la Grande Dictée de la langue néerlandaise (GND), un concours pour des journalistes de jeune âge, la Nuit de l'histoire, des expositions, des colloques, des concerts et des explorations à travers la Flandre et Bruxelles, et 100 visites culturelles internationales au sein et en dehors de l'Europe.  Puis, il y a les cours du soir, les conférences, les foires du livre, les groupes de lectures et les sorties culturelles pour les services locaux.  Enfin, grâce à l'université des Loisirs (Universiteit Vrije Tijd Davidsfonds vzw), près de 150 cours par an sont donnés par des professeurs d'université visant un auditoire hétérogène. 
Dans les villes et les municipalités, le Davidsfonds travaille en étroite collaboration avec les autorités locales, les centres culturels et les cercles d'histoire locale.  Le Davidsfonds prête également une attention particulière à la dimension sociale de la langue et à l'émancipation des Flamands nouveaux, issus de l'immigration, par une bonne connaissance de la langue. 
Les ASBL Davidsfonds et université des Loisirs sont reconnues par le gouvernement flamand pour leur travail socioculturel, bien que les subventions ne représentent qu'environ 15 % des revenus. 
La maison d'édition Davidsfonds Uitgeverij nv publie plus de 120 nouveaux livres et de CD.  Il s'agit d'ouvrages scientifiques populaires sur l'art et la culture, sur l'histoire et sur la langue, ainsi que de la littérature d'enfance et de jeunesse, des romans et de la poésie.

## Historique
Le Davidsfonds fut fondé le 15 janvier 1875 à Louvain sous le slogan « Religion, Langue, Patrie » et fut appelé d'après le chanoine Jan Baptist David (1801-1866). Il était conçu comme la contrepartie du Willemsfonds libéral en raison de la polarisation idéologique de plus en plus forte en Flandre et au sein du mouvement flamand. Dans les premières décennies, cela avait comme conséquence que l'on porta davantage l'accent sur l'aspect religieux, plus que prévu initialement.  L'association connut un succès immédiat, avec 2 500 membres dans 27 départements dès la première année, 7 000 membres en 1888 et - après une rechute temporaire - 12 000 membres en 1914. Les groupes locaux furent jadis, déjà, le pivot de l’organisme.  Les premières années, on publia un grand nombre de romans férocement anti-libéraux. En tant que groupe de pression, le Davidsfonds se consacra à l'extension de la législation linguistique, à partir de 1883 en collaboration avec le Willemsfonds. 
Si la Première Guerre mondiale avait complètement paralysé son fonctionnement, après la libération, le Davidsfonds trouva immédiatement un nouveau départ basé, sur le plan politique, sur un programme de revendications minimales du mouvement flamand, c'est-à-dire celui des flamingants modérés sur la législation linguistique en Flandre et en Belgique. Le nombre de membres atteignit le zénith en 1932, avec 74 000 membres dans 421 départements. 
Après la guerre, le Davidsfonds reprit ses activités dans toute la Flandre, tout en maintenant les anciennes méthodes et formules. En partie en raison d'une concurrence accrue (de la télévision, de nouvelles organisations pour l'éducation des adultes…) il perdit des membres. Au milieu des années 1960, on passa par une innovation profonde avec de nouvelles séries de livres, une formation spécifique à la culture, l'éducation des cadres, etc. Le Davidsfonds défendit également, parmi d'autres choses, la fixation de la frontière linguistique en Belgique, l'autonomie culturelle et la néerlandisation complète de l'université de Louvain (Leuven Vlaams). Comme le Willemfonds libéral et le Vermeylenfonds socialiste, il continua à donner un élan au mouvement flamand par la promotion de la culture néerlandaise. Le Davidsfonds fut l'un des membres fondateurs du Centre de coordination des associations flamandes (Overlegcentrum van Vlaamse Verenigingen, OVV), un lobby politique nationaliste flamand. 
Depuis les années 1980, il se consacre à propager une autonomie flamande plus étendue par de nouvelles réformes constitutionnelles. Il se met surtout à stimuler le fonctionnement culturel de ses départements.  Le nombre d'activités organisées va en croissant (de près de 5 500 par an en 1984 à près de 11 000 vingt ans plus tard) ainsi que le nombre de participants. Le nombre de membres ne cessant de diminuer, le Davidsfonds a pris de nouvelles initiatives pour pallier cette insuffisance et organise des cours, donnant de ce fait naissance à une institution distincte : l'ASBL université des Loisirs. 
Le nombre de livres publiés a augmenté d'environ 25 (en 1984) à environ 125 par an. La maison d’édition du Davidsfonds devint leader de marché pour ce qui concerne la littérature d'enfance et de jeunesse et les ouvrages sur l'histoire. En 1982, la maison d'édition est regroupée dans une société anonyme distincte, Davidsfonds Uitgeverij nv. Désormais, les livres sont en vente chez les libraires habituels.  Du point de vue des finances, l'augmentation du nombre de livres vendus compense la diminution du nombre de membres de l'association culturelle.  En outre, ces dernières années, le nombre de membres s'est stabilisé à environ 50 000 familles. 
Omtrent (À propos), le magazine des membres du Davidsfonds, paraît cinq fois par an. Peter Peene de Langemarck est le président national actuel. Le Davidsfonds produit des disques sous l'étiquette Eufoda.

## Sources
- (nl) MAESSCHALCK, Edward, et VINTS, Luc.  Davidsfonds. 1875-2000, Louvain, 2000 (à l'occasion du 125e anniversaire du Davidsfonds).
- (nl) WILS, Lode.  Honderd jaar Vlaamse Beweging, Louvain, 1977 et 1989.